# Bardu kommun
Bardu kommun (norska: Bardu kommune, nordsamiska: Bearddu suohkan, kvänska: Perttulan komuuni) är en kommun i Troms fylke i norra Norge. Kommunens centralort och enda tätort är Setermoen. Kommunen gränsar i norr till Sørreisa och Målselvs kommuner, i väster till Salangens och Lavangens kommuner samt i söder till Narviks kommun i Nordland fylke. I öster och söder gränsar kommunen till Kiruna kommun i Sverige. Försvaret är, sedan länge, den största arbetsgivaren.
Bardu Bygdetun, ett friluftsmuseum inom Midt-Troms Museum, ligger i Salangsdalen, elva kilometer söder om Setermoen. I Setermoen ligger Troms Forsvarsmuseum.
Rohkunborri nationalpark, inrättad 2011, ligger i kommunen.

## Administrativ historik
Bardu kommun bildades 1854 genom en delning av Ibestads kommun.

## Tätorter
I Bardu kommun finns en tätort:
- Setermoen (centralort)

## Socknar
Inom Norska kyrkan motsvaras Bardu kommun av Bardu socken i Senja prosteri i Nord-Hålogalands stift.

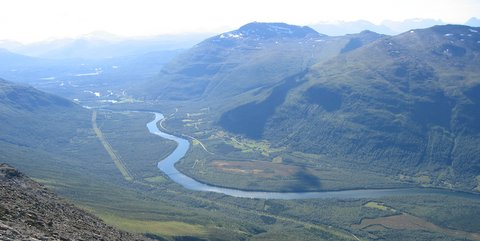
Barduälven i riktning mot Setermoen.